# Montegrino Valtravaglia
Montegrino Valtravaglia är en ort och kommun i provinsen Varese i regionen Lombardiet i Italien. Kommunen hade 1 489 invånare (2018).